# Potito Starace
Potito Starace (Benevento, 14 juni 1981) is een voormalig Italiaans tennisser. Hij is prof sinds 2001. Hij kwam in 2004 voor het eerst de top 100 binnen en in 2007 voor het eerst de top 50. Zijn hoogste plaats op de ATP-ranglijst is de 27e, die hij behaalde op 15 oktober 2007. In 2015 werd hij samen met Daniele Bracciali levenslang geschorst door de Italiaanse tennisfederatie (FIT) wegens wedstrijdvervalsing. Sindsdien beheert hij een eigen tennisclub: Circolo Tennis Potito Starace.
Starace heeft in zijn carrière vijf dubbeltoernooien, maar nog geen enkeltoernooi op zijn naam geschreven. In het enkelspel won hij wel tien challengers. Zijn beste resultaat in het enkelspel op een grandslamtoernooi is de derde ronde.

## Carrière

### Jaarverslagen

#### 1998 - 2003
Starace werd proftennisser in 2001, maar speelde al van in 1998 futurestoernooien. In 2001 speelde hij zijn eerste challenger, het jaar erop haalde hij zijn eerste challengerfinales. In 2003 speelde hij zijn eerste wedstrijd op ATP-niveau, op het ATP-toernooi van Stuttgart, waar hij in de eerste ronde verloor.

#### 2004
In mei 2004 won Starace zijn eerste challenger, in San Remo. Hij maakte zijn grandslamdebuut op Roland Garros, waar hij meteen de derde ronde haalde, wat nog steeds zijn beste prestatie op een grandslamtoernooi is. Hij boekte daar ook meteen zijn eerste winst op ATP-niveau door in de eerste ronde de Rus Dmitri Toersoenov te verslaan. Na Roland Garros won hij zijn tweede challenger, in Sassuolo. Op Wimbledon verloor hij in de eerste ronde. Tijdens de zomer haalde hij de halve finale op het ATP-toernooi van Gstaad en won hij zijn derde challenger van het jaar, in San Marino. Door deze goede resultaten kwam Starace voor het eerst binnen in de top 100 van de ATP-ranglijst. Bij zijn debuut op de US Open haalde hij de tweede ronde. Daarna zette hij geen noemenswaardige resultaten meer neer. Starace eindigde het jaar voor het eerst binnen de top 100, op plaats 76.

#### 2005 - 2006
Begin 2005 haalde Starace de kwartfinale in Auckland, maar werd hij op de Australian Open al in de eerste ronde naar huis gestuurd. Zijn beste resultaat tot aan Wimbledon, waar hij ook in de eerste ronde verloor, was de finale van de challenger in Napels. Tijdens de zomer haalde hij de kwartfinale in Gstaad en de halve finale in Sopot. Op de US Open verloor hij, net zoals in 2004, in de openingsronde. Starace's beste resultaat van het najaar was winst op de challenger van Genua. Hij sloot het jaar af op plaats 108.
Ook in 2006 kwam Starace niet voorbij de eerste ronde op de Australian Open. Zijn beste prestaties van het voorjaar waren een kwartfinale op de ATP-toernooien van Buenos Aires en Pörtschach, de dubbelspelfinale in Acapulco en winst op de challenger van Napels. Op Roland Garros, Wimbledon en de US Open bleef hij in de eerste ronde steken. Hij haalde echter wel de kwartfinale in het dubbelspel op Roland Garros. Starace's beste resultaat van het najaar was de kwartfinale in Sint-Petersburg. Hij eindigde 2006 op plaats 84.

#### 2007
Opnieuw verloor Starace in de eerste ronde van de Australian Open. In februari haalde hij de kwartfinale op het ATP-toernooi van Costa do Sauipe, in maart verdedigde hij succesvol zijn titel op de challenger van Napels en won hijn zijn eerste ATP-dubbelspeltitel, in Acapulco. In april haalde Starace zijn eerste ATP-finale, in Valencia, maar hij verloor die van Nicolás Almagro. Diezelfde maand haalde hij ook de kwartfinale in Barcelona. Op Roland Garros evenaarde hij met een derde ronde zijn beste grandslamresultaat, en na het toernooi dook hij voor het eerst de top 50 binnen. Op Wimbledon lag hij er echter al in de eerste ronde uit. Starace bleef in goede vorm en haalde tijdens de zomer, in Kitzbühel, zowel de enkel- als de dubbelfinale. Hij verloor de enkelspelfinale van Juan Mónaco, maar won het dubbelspel met partner Luis Horna. In augustus won hij voor de tweede maal de challenger in San Marino. Na de US Open, waar hij verloor in de openingsronde, haalde hij nog twee kwartfinales: in Boekarest en Sint-Petersburg. Starace eindigde het jaar voor het eerst binnen de top 50, op plaats 31.

#### 2008 - 2009
Starace startte het jaar pas in februari en haalde in zijn eerste drie toernooien tweemaal de kwartfinale (Buenos Aires en Acapulco). In april won hij voor het derde jaar op rij de challenger van Napels en haalde hij de kwartfinale op het ATP-toernooi van Valencia. Op Roland Garros en Wimbledon verloor hij in de eerste ronde. Tijdens de zomer bereikte hij de kwartfinale in Båstad en de halve finale in Kitzbühel. In augustus nam hij deel aan de Olympische Spelen in Beijing, waar hij in het olympisch tennistoernooi in de eerste ronde verloor van Rafael Nadal. Daarna verloor hij meestal vroeg in de toernooien waaraan hij deelnam, waaronder de US Open, waar hij in de eerste ronde werd uitgeschakeld. Enkel in Moskou was hij succesvol, want hij won er het dubbelspel. Starace sloot het jaar af op plaats 70.
Voor de vierde keer op rij haalde Starace niet de tweede ronde op de Australian Open. Pas vanaf mei kwamen er betere resultaten, met een kwartfinale in München, een finale op de challenger van Lugano en winst op die van Turijn. Dit verhinderde echter niet dat Starace steeds rond de 100e plaats bleef hangen. Op Roland Garros en Wimbledon verloor hij echter telkens in de tweede ronde. In de tweede helft van het jaar haalde Starace nog twee challengerfinales, maar op de US Open kwam hij niet verder dan de eerste ronde. Hij eindigde 2009 op plaats 62.

#### 2010 - 2011
In Sydney, Starace's tweede toernooi van het jaar, haalde hij de kwartfinale, maar op de Australian Open kwam hij weer niet voorbij de eerste ronde. Hetzelfde gebeurde in de meerderheid van de toernooien van de eerste helft van het jaar. Uitzonderingen waren de ATP-toernooien van Casablanca en Nice, waar hij de halve finale haalde, de challengers van Lugano en Turijn, waar hij de finale haalde en de ATP-toernooien van Santiago en Acapulco, waar hij de dubbelspelfinale speelde. De grandslamtoernooien vielen opnieuw tegen: tweede ronde op Roland Garros en eerste ronde op Wimbledon. In juli haalde hij de kwartfinale in Hamburg en zijn derde ATP-finale, in Umag, die hij verloor van Juan Carlos Ferrero. Na de US Open, waar hij in de eerste ronde sneuvelde, haalde Starace nog de finale van de challenger van Genua en de kwartfinales op de ATP-toernooien van Boekarest en Valencia. Hij won ook het dubbelspel op het ATP-toernooi van Sint-Petersburg. Starace sloot het jaar voor de tweede maal in zijn carrière af binnen de top 50, op plaats 47.
Starace's jaar startte zoals in 2010, met een kwartfinale in Sydney en een eerste ronde op de Australian Open. Daarna haalde hij de halve finale in Santiago en de kwartfinale in Costa do Sauipe. In april haalde hij de kwartfinale in München en de finale van het ATP-toernooi van Casablanca, maar hij verloor die van de Spanjaard Pablo Andújar. Op Roland Garros en Wimbledon verloor hij in de eerste ronde van het enkelspel, maar in het dubbelspel bereikte hij voor de tweede maal de kwartfinale op Roland Garros. Tijdens de zomer haalde hij de kwartfinale in Båstad en in Umag en won hij de challenger van San Marino. Daarna haalde hij nog de tweede ronde op de US Open en de kwartfinale op het ATP-toernooi van Sint-Petersburg en won hij het dubbelspel in Boekarest aan de zijde van zijn landgenoot Daniele Bracciali. Starace eindigde het seizoen op plaats 58.

### Davis Cup
Starace speelde voor het eerst voor het Italiaanse Davis Cupteam in 2004, in een duel tegen Bulgarije in de kwartfinale van Groep II van de Europees/Afrikaanse Zone. Hij speelde elk jaar van 2004 tot en met 2011, behalve in 2006, in de Davis Cup. In totaal speelde hij zestien enkel- en tien dubbelpartijen, waarvan hij er respectievelijk vijftien en zes won.

## Palmares
| Legenda                       | Legenda               |
| ----------------------------- | --------------------- |
| Grand Slam                    |                       |
| Olympische Spelen             |                       |
| tot 2009                      | vanaf 2009            |
| Tennis Masters Cup            | ATP Finals            |
| ATP Masters Series            | ATP Tour Masters 1000 |
| ATP International Series Gold | ATP Tour 500          |
| ATP International Series      | ATP Tour 250          |

### Enkelspel
| Nr.                  | Datum            | Toernooi       | Ondergrond | Tegenstander in finale | Score            | Details          |
| -------------------- | ---------------- | -------------- | ---------- | ---------------------- | ---------------- | ---------------- |
| Verloren finales     |                  |                |            |                        |                  |                  |
| 1.                   | 15 april 2007    | ATP Valencia   | Gravel     | Nicolás Almagro        | 6-4, 2-6, 1-6    | Details          |
| 2.                   | 29 juli 2007     | ATP Kitzbühel  | Gravel     | Juan Mónaco            | 7-5, 3-6, 4-6    | Details          |
| 3.                   | 1 augustus 2010  | ATP Umag       | Gravel     | Juan Carlos Ferrero    | 4-6, 4-6         | Details          |
| 4.                   | 10 april 2011    | ATP Casablanca | Gravel     | Pablo Andújar          | 1-6, 2-6         | Details          |
| Gewonnen challengers |                  |                |            |                        |                  |                  |
| 1.                   | 10 mei 2004      | San Remo       | Gravel     | Peter Wessels          | 6-4, 6-4         | 6-4, 6-4         |
| 2.                   | 31 mei 2004      | Sassuolo       | Gravel     | Alessio Di Mauro       | 6-2, 6-3         | 6-2, 6-3         |
| 3.                   | 26 juli 2004     | San Marino     | Gravel     | Hugo Armando           | 6-4, 1-6, 6-3    | 6-4, 1-6, 6-3    |
| 4.                   | 5 september 2005 | Genua          | Gravel     | Flavio Cipolla         | 6-3, 7-6(3)      | 6-3, 7-6(3)      |
| 5.                   | 27 maart 2006    | Napels         | Gravel     | Alessio Di Mauro       | 6-0, 5-1 opg.    | 6-0, 5-1 opg.    |
| 6.                   | 26 maart 2007    | Napels         | Gravel     | Younes El Aynaoui      | 7-5, 6-2         | 7-5, 6-2         |
| 7.                   | 6 augustus 2007  | San Marino     | Gravel     | Albert Montañés        | 6-4, 7-6(5)      | 6-4, 7-6(5)      |
| 8.                   | 31 maart 2008    | Napels         | Gravel     | Marcos Daniel          | 6-4, 4-6, 7-6(3) | 6-4, 4-6, 7-6(3) |
| 9.                   | 29 juni 2009     | Turijn         | Gravel     | Máximo González        | 7-6(4), 6-3      | 7-6(4), 6-3      |
| 10.                  | 8 augustus 2011  | San Marino     | Gravel     | Martin Kližan          | 6-1, 3-0 opg.    | 6-1, 3-0 opg.    |

### Dubbelspel
| Nr.                              | Datum             | Toernooi            | Ondergrond    | Partner                  | Tegenstanders in finale            | Score             | Details  |
| -------------------------------- | ----------------- | ------------------- | ------------- | ------------------------ | ---------------------------------- | ----------------- | -------- |
| Gewonnen finales herendubbel     |                   |                     |               |                          |                                    |                   |          |
| 1.                               | 26 februari 2007  | ATP Acapulco        | Gravel        | Martín Vassallo Argüello | Lukáš Dlouhý Pavel Vízner          | 6-0, 6-2          | Details  |
| 2.                               | 23 juli 2007      | ATP Kitzbühel       | Gravel        | Luis Horna               | Tomas Behrend Christopher Kas      | 7-6(4), 7-6(5)    | Details  |
| 3.                               | 6 oktober 2008    | ATP Moskou          | Hardcourt (i) | Serhij Stachovsky        | Stephen Huss Ross Hutchins         | 7-6(4), 2-6, 10-6 | Details  |
| 4.                               | 25 oktober 2010   | ATP Sint-Petersburg | Hardcourt     | Daniele Bracciali        | Rohan Bopanna Aisam-ul-Haq Qureshi | 7-6(6), 7-6(5)    | Details  |
| 5.                               | 19 september 2010 | ATP Boekarest       | Gravel        | Daniele Bracciali        | Julian Knowle David Marrero        | 3-6, 6-4, 10-8    | Details  |
| 6.                               | 10 februari 2013  | ATP Viña del Mar    | Gravel        | Paolo Lorenzi            | Juan Mónaco Rafael Nadal           | 6-2, 6-4          | Details  |
| Verloren finales herendubbel     |                   |                     |               |                          |                                    |                   |          |
| 1.                               | 27 februari 2006  | ATP Acapulco        | Gravel        | Filippo Volandri         | František Čermák Leoš Friedl       | 5-7, 2-6          | Details  |
| 2.                               | 1 februari 2010   | ATP Santiago        | Gravel        | Horacio Zeballos         | Łukasz Kubot Oliver Marach         | 4-6, 0-6          | Details  |
| 3.                               | 22 februari 2010  | ATP Acapulco        | Gravel        | Fabio Fognini            | Łukasz Kubot Oliver Marach         | 0-6, 0-6          | Details  |
| Gewonnen challengers herendubbel |                   |                     |               |                          |                                    |                   |          |
| 1.                               | 24 juni 2002      | Sassuolo            | Gravel        | Leonardo Azzaro          | Manuel Jorquera Diego Moyano       | 6-3, 6-2          | 6-3, 6-2 |
| 2.                               | 29 juni 2009      | Turijn              | Gravel        | Daniele Bracciali        | Santiago Giraldo Pere Riba         | 6-3, 6-4          | 6-3, 6-4 |

## Resultaten grandslamtoernooien
| Legenda | Legenda                          |
| ------- | -------------------------------- |
| g.t.    | geen toernooi gehouden           |
| l.c.    | lagere categorie                 |
| –       | niet deelgenomen                 |
| G       | uitgeschakeld in de groepsfase   |
| 1R      | uitgeschakeld in de eerste ronde |
| 2R      | uitgeschakeld in de tweede ronde |
| 3R      | uitgeschakeld in de derde ronde  |
| 4R      | uitgeschakeld in de vierde ronde |
| KF      | uitgeschakeld in de kwartfinale  |
| HF      | uitgeschakeld in de halve finale |
| F       | de finale verloren               |
| W       | het toernooi gewonnen            |
| w-v     | winst/verlies-balans             |

### Enkelspel
Deze gegevens zijn bijgewerkt tot en met 6 juni 2013.
| Grandslamtoernooien   |                   |                   |                   |                   |                   |                   |               |               |               |      |      |         |
| Australian Open       | –                 | –                 | 1R                | 1R                | 1R                | –                 | 1R            | 1R            | 1R            | 1R   | –    | 0-7     |
| Roland Garros         | –                 | 3R                | –                 | 1R                | 3R                | 1R                | 2R            | 2R            | 1R            | 1R   | –    | 6-8     |
| Wimbledon             | –                 | 1R                | 1R                | 1R                | 1R                | 1R                | 2R            | 1R            | 1R            | 1R   |      | 1-9     |
| US Open               | –                 | 2R                | 1R                | 1R                | 1R                | 1R                | 1R            | 1R            | 2R            | –    |      | 2-8     |
| Winst-verlies         | 0-0               | 3-3               | 0-3               | 0-4               | 2-4               | 0-3               | 2-4           | 1-4           | 1-4           | 0-3  | 0-0  | 9-32    |
| ATP World Tour Finals |                   |                   |                   |                   |                   |                   |               |               |               |      |      |         |
| ATP World Tour Finals | –                 | –                 | –                 | –                 | –                 | –                 | –             | –             | –             | –    |      | 0-0     |
| ATP Masters 1000      |                   |                   |                   |                   |                   |                   |               |               |               |      |      |         |
| Indian Wells          | –                 | –                 | 1R                | –                 | –                 | 1R                | 2R            | 1R            | 1R            | 1R   | –    | 1-6     |
| Miami                 | –                 | –                 | 1R                | –                 | 2R                | 1R                | 1R            | 1R            | 1R            | 1R   | –    | 1-7     |
| Monte Carlo           | –                 | –                 | 1R                | 2R                | –                 | 1R                | –             | –             | 1R            | 2R   | –    | 2-5     |
| Rome                  | –                 | –                 | 2R                | 2R                | 3R                | 2R                | 1R            | 2R            | 3R            | 1R   | 2R   | 9-9     |
| Hamburg               | –                 | –                 | –                 | –                 | –                 | 2R                | l.c.          | l.c.          | l.c.          | l.c. | l.c. | 1-1     |
| Madrid                | –                 | –                 | –                 | –                 | 1R                | –                 | –             | –             | 1R            | –    |      | 0-2     |
| Montréal/Toronto      | –                 | –                 | –                 | –                 | –                 | –                 | –             | –             | –             | –    |      | 0-0     |
| Cincinnati            | –                 | –                 | –                 | –                 | –                 | –                 | –             | –             | –             | –    |      | 0-0     |
| Shanghai              | geen Masters 1000 | geen Masters 1000 | geen Masters 1000 | geen Masters 1000 | geen Masters 1000 | geen Masters 1000 | –             | –             | –             | –    |      | 0-0     |
| Parijs                | –                 | –                 | –                 | –                 | 1R                | –                 | –             | 1R            | –             | –    |      | 0-2     |
| Olympische Spelen     |                   |                   |                   |                   |                   |                   |               |               |               |      |      |         |
| Olympische Spelen     | g.t.              | –                 | geen toernooi     | geen toernooi     | geen toernooi     | 1R                | geen toernooi | geen toernooi | geen toernooi | –    | g.t. | 0-1     |
| Statistieken          |                   |                   |                   |                   |                   |                   |               |               |               |      |      |         |
| Totaal aantal titels  | 0                 | 0                 | 0                 | 0                 | 0                 | 0                 | 0             | 0             | 0             | 0    | 0    | 0       |
| Totaal winst-verlies  | 0-1               | 10-9              | 17-20             | 13-17             | 26-25             | 19-25             | 16-24         | 26-25         | 24-26         | 8-18 | 1-1  | 160-191 |
| Eindejaarsranking     | 218               | 76                | 108               | 84                | 31                | 70                | 62            | 47            | 58            | 164  |      | n.v.t.  |

### Mannendubbelspel
| Grandslamtoernooien   |     |     |     |     |     |     |     |        |
| Australian Open       | 1R  | 2R  | –   | 1R  | 2R  | 3R  |     | 4-5    |
| Roland Garros         | KF  | 1R  | 1R  | –   | 3R  | KF  |     | 8-5    |
| Wimbledon             | 2R  | 1R  | –   | 1R  | 1R  | 1R  |     | 1-5    |
| US Open               | 1R  | 1R  | 2R  | 1R  | 2R  | 3R  |     | 4-6    |
| Winst-verlies         | 4-4 | 1-4 | 1-2 | 0-3 | 4-4 | 7-4 | 0-0 | 17-21  |
| ATP World Tour Finals |     |     |     |     |     |     |     |        |
| ATP World Tour Finals | –   | –   | –   | –   | –   | –   |     | 0-0    |
| Statistieken          |     |     |     |     |     |     |     |        |
| Totaal aantal titels  | 0   | 2   | 1   | 0   | 1   | 1   | 0   | 5      |
| Eindejaarsranking     | 85  | 75  | 90  | 119 | 47  | 65  |     | n.v.t. |